# Malédiction (X-Files)
Malédiction (Teso Dos Bichos) est le 18e épisode de la saison 3 de la série télévisée X-Files.
Dans cet épisode, Mulder et Scully enquêtent sur une série de meurtres liés à un artefact provenant d'Amérique du Sud.

## Résumé
Sur un site de fouilles en Équateur, Roosevelt et Bilac, deux archéologues, se disputent au sujet de l'urne funéraire d'une chaman, Roosevelt insistant pour qu'elle soit envoyée au musée de Boston. Pendant la nuit, Roosevelt est tué par un jaguar. Plus tard, à Boston, Mulder et Scully enquêtent sur la disparition du docteur Craig Horning, qui travaillait dans un musée, une grande quantité de sang ayant été trouvée dans son laboratoire. Ils interrogent le docteur Lewton, le conservateur, ainsi que Mona Wustner, une étudiante, et rencontrent Bilac, dont le comportement est étrange.

## Distribution
- David Duchovny : Fox Mulder
- Gillian Anderson : Dana Scully
- Vic Trevino : Dr. Alonso Bilac
- Janne Mortil : Mona Wustner
- Tom McBeath : Dr. Lewton

## Accueil

### Audiences
Lors de sa première diffusion aux États-Unis, l'épisode réalise un score de 10,7 sur l'échelle de Nielsen, avec 18 % de parts de marché, et est regardé par 17,38 millions de téléspectateurs.

### Critique
L'épisode recueille des critiques globalement défavorables. Le site Le Monde des Avengers lui donne la note de 3/4.
Le magazine Entertainment Weekly lui donne la note de C. Zack Handlen, du site The A.V. Club, lui donne la note de C-. Dans leur livre sur la série, Robert Shearman et Lars Pearson lui donnent la note de 1/5. Sarah Stegall, du site Munchkyn Zone, lui donne la note de 1/5. John Keegan, du site Critical Myth, lui donne la note de 1/10.